# Liebmann Mór
Liebmann Mór (Györke, 1843. – Budapest, 1908. március 24.) orvos, szülész-nőgyógyász, sebész, egyetemi magántanár.

## Élete
Liebmann Mayer és Goldberger Johanna fiaként született. Orvosi oklevelét 1869-ben a Pesti Királyi Tudományegyetemen szerezte meg, 1870-től Fleischer József mellett dolgozott segédorvosként a Szent Rókus Kórház szülészeti osztályán. 1872-ben szülészmesteri vizsgát tett, majd 1873-ban a Bécsi Egyetemen – Billroth klinikáján – sebészorvosi oklevelet kapott. Hazatérését követően a Budapesti Tudományegyetem szülészeti klinikáján díjazott gyakornokként, 1874 októberétől pedig mint tanársegéd működött. 1878-ban szülészeti műtéttanból magántanári képesítést szerzett. 1883-tól a budapesti Általános Poliklinika nőgyógyászati és szülészeti osztályát vezette. Tanulmányait az Orvosi Hetilapban, a Gyógyászatban és a Pester Medizinische Chirurgische Pressében közölte.
A Kozma utcai izraelita temetőben helyezték végső nyugalomra.

### Családja
Felesége Holländer Hermina (Somos, 1859–1932) volt, Holländer Lajos és Bőhm Róza lánya, akit 1873 körül vett nőül.
Gyermekei:
- Liebmann Ernő (1879–1945) ügyvéd, bankügyész.
- Liebmann Gizella (1881–?). Férje Klár Mór (1863–1926) orvos.
- Liebmann Erzsébet (1887–1964). Férje Mándi (Mandel) Elemér (1878–1951) ügyvéd.

## Főbb művei
- A gyermekágyi fertőzés elhárításáról (Budapest, 1905)